# Hibbing
Hibbing é uma cidade localizada no estado americano de Minnesota, no Condado de St. Louis.
Esta cidade é conhecida por ali ter vivido Bob Dylan.

## Demografia
Segundo o censo americano de 2000, a sua população era de 17071 habitantes.
Em 2006, foi estimada uma população de 16295, um decréscimo de 776 (-4.5%).
Em 2010, o censo registou 16361 habitantes em Hibbing.

## Geografia
De acordo com o United States Census Bureau tem uma área de
483,0 km², dos quais 470,5 km² cobertos por terra e 12,5 km² cobertos por água. Hibbing localiza-se a aproximadamente 479 m acima do nível do mar.

## Localidades na vizinhança
O diagrama seguinte representa as localidades num raio de 20 km ao redor de Hibbing.